# Jordi Roura i Llauradó
Jordi Roura i Llauradó   (Barcelona, 3 de setembre de 1948) és un músic, radiofonista i musicòleg vinculat al món del folk català i la cançó tradicional i de ball catalana.
Jordi Roura ha treballat més de cinquanta anys com a locutor de ràdio, difonent la música en català, com a documentalista, especialment en la música d'arrel tradicional catalana, àmbit en què també ha pres part com a creador en la seva feina com a músic. A la ràdio s'inicia el 1967 en el primer programa folk a Ràdio Joventut: Folk Festival, passant posteriorment per Ràdio Espanya de Barcelona (Folk) i especialment treballant més de vint-i-cinc anys a Ràdio 4 (programes Club Trébol i Tradicionàrius, 10 anys en cadascú), d'altres emissores han estat Catalunya Ràdio, COM Ràdio, o Ràdio Popular de Mallorca, entre d'altres. Entre d'altres premis, l'any 2000 va rebre el Premi Òmnium de Comunicació pel seu programa Música sense fronteres a Ràdio 4, pel seu estímul a la creativitat en la diversitat.
Com a músic, és instrumentista d'acordió diatònic i guitarra, entre d'altres instruments. Fou integrant del cor de l'escola La Salle Josepets de Barcelona des dels setze anys i el 1966 participà en la creació del col·lectiu de cançó en llengua catalana L'Esquella amb Rafael Subirachs, Miquel Cors, Pere Tàpias, Josep Maria Adell, Ramon Teixidor, entre d'altres. Formà part del Grup de Folk de Barcelona (1967-1968), del grup d'espectacles La Baldufa (1969) que el mateix any generà el grup de música folk Els Baldufes. Des de 1971 a 1997 participà com a integrant del grup d'animació infantil Ara Va de Bo, amb el que va enregistrar diversos discos, i amb el que va realitzar una tasca de recerca i difusió del repertori popular català. Igualment participà en diversos grups de música folk: Cataifa-4 de Vilanova i la Geltrú (1971), La Corranda (1974-1976), Tercet Treset (ball folk amb recerca al Pirineu català, 1979-1989), grup del barri de Gràcia de Barcelona, Ludicball (1986-1987), Ball de Toia (1992), Radiokuatre (1993.2002) i Tradicionàrius (1997).